# Barbamine sachokiana
Barbamine sachokiana là một loài thực vật có hoa trong họ Cải. Loài này được (N.Busch) A.P.Khokhr. mô tả khoa học đầu tiên năm 1997.